# Peter DeRose
 (février 2021).
La mise en forme du texte ne suit pas les recommandations de Wikipédia : il faut le « wikifier ».
Les points d'amélioration suivants sont les cas les plus fréquents :
- Les titres sont pré-formatés par le logiciel. Ils ne sont ni en capitales, ni en gras.
- Le texte ne doit pas être écrit en capitales (les noms de famille non plus), ni en gras, ni en italique, ni en « petit »…
- Le gras n'est utilisé que pour surligner le titre de l'article dans l'introduction, une seule fois.
- L'italique est rarement utilisé : mots en langue étrangère, titres d'œuvres, noms de bateaux, etc.
- Les citations ne sont pas en italique mais en corps de texte normal. Elles sont entourées par des guillemets français : « et ».
- Les listes à puces sont à éviter, des paragraphes rédigés étant largement préférés. Les tableaux sont à réserver à la présentation de données structurées (résultats, etc.).
- Les appels de note de bas de page (petits chiffres en exposant, introduits par l'outil «  Source ») sont à placer entre la fin de phrase et le point final[comme ça].
- Les liens internes (vers d'autres articles de Wikipédia) sont à choisir avec parcimonie. Créez des liens vers des articles approfondissant le sujet. Les termes génériques sans rapport avec le sujet sont à éviter, ainsi que les répétitions de liens vers un même terme.
- Les liens externes sont à placer uniquement dans une section « Liens externes », à la fin de l'article. Ces liens sont à choisir avec parcimonie suivant les règles définies. Si un lien sert de source à l'article, son insertion dans le texte est à faire par les notes de bas de page.
- La présentation des références doit suivre les conventions bibliographiques. Il est recommandé d'utiliser les modèles {{Ouvrage}}, {{Chapitre}}, {{Article}}, {{Lien web}} et/ou {{Bibliographie}}. Le mode d'édition visuel peut mettre en forme automatiquement les références.
- Insérer une infobox (cadre d'informations à droite) n'est pas obligatoire pour parachever la mise en page.

Pour une aide détaillée, merci de consulter Aide:Wikification.
Si vous pensez que ces points ont été résolus, vous pouvez retirer ce bandeau et améliorer la mise en forme d'un autre article.
Peter DeRose (ou De Rose ; 10 mars 1896 - 23 avril 1953) est un compositeur américain de jazz et de musique pop à l'époque de Tin Pan Alley.

## Biographie

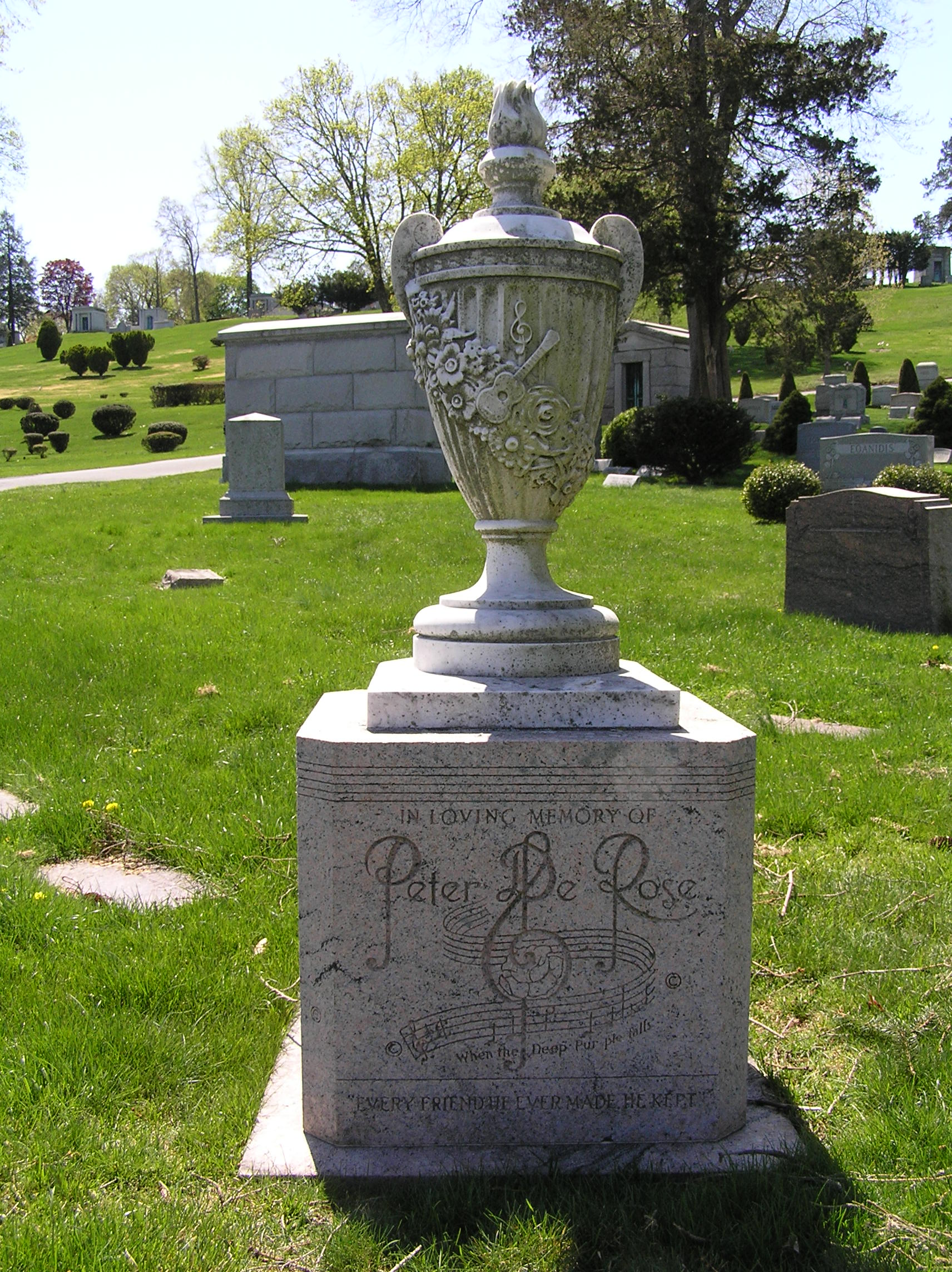
Le monument de Peter De Rose

Originaire de New York, il manifeste un don pour tout ce qui est musical dès son plus jeune âge. Il apprend à jouer du piano d'une sœur aînée. F.B. Haviland publie sa première chanson, "Tiger Rose Waltzes", quand il a dix-huit ans. Après avoir obtenu son diplôme de l'école secondaire DeWitt Clinton en 1917, il trouve un emploi dans un magasin de musique en tant que commis de magasin. Sa composition "When You're Gone, I Won't Forget" lui permet de décrocher un emploi au bureau de l'éditeur de musique italien G. Ricordi & Co à New York.
En 1923, il rencontre May Singhi Breen lorsqu'elle se produit à la radio avec le groupe de joueurs d'ukulélés The Syncopators. Une relation se développe et elle quitte le groupe pour rejoindre DeRose dans une émission de radio musicale sur NBC intitulée The Sweethearts of the Air dans laquelle il joue du piano et elle de l'ukulélé. L'émission leur assure non seulement de bons revenus, mais permet également à DeRose de faire connaître ses compositions à de larges audiences. L'émission dure 16 ans, période pendant laquelle les deux artistes se marient.
DeRose collabore avec des paroliers tels que Charles Tobias, Al Stillman, Carl Sigman, Billy Hill. Sa musique est enregistrée par John Coltrane, Spike Jones, Art Tatum, Les McCann et Peggy Lee. Il a écrit des chansons pour les comédies musicales de Broadway Yes Yes Yvette et Earl Carroll's Vanities of 1928.
"Deep Purple", sa chanson la plus célèbre, est écrite en 1934 pour piano seul, et des paroles sont ajoutées quelques années plus tard par Mitchell Parish. C'est le succès immédiat pour Larry Clinton & His Orchestra en 1939, et la chanson est enregistrée par Duke Ellington, Glenn Miller et Sarah Vaughan. La chanson redevient populaire en 1976 dans le duo de Donny et Marie Osmond.
En 1932, DeRose écrit de la musique avec la star de la radio Phillips H. Lord pour l'un des livres de musique religieuse de Lord Seth Parker. DeRose  compose également de la musique pour le spectacle Ice Capades de 1941. À la fin des années 1940 et au début des années 1950, il écrit des chansons pour plusieurs films hollywoodiens. Son dernier succès est "You Can Do It", écrit peu de temps avant sa mort à New York en 1953. Il est enterré au cimetière de Kensico à Valhalla.

## Récompenses et distinctions
En 1970, Peter DeRose a été intronisé au Songwriters Hall of Fame.

## Chansons
- "Deep Purple" (1934) - Popularisée par Larry Clinton and his Orchestra avec Bea Wain et plus tard par Nino Tempo et April Stevens en duo.
- "Have You Ever Been Lonely?" (1934) - Un tube pour le Paul Whiteman Orchestra, elle est enregistrée par Teresa Brewer en 1960, Patsy Cline en 1961 et Jim Reeves en 1962.
- "Lilacs in the Rain" (1939) - Écrite avec Mitchell Parish, elle a été enregistrée par Tony Martin (1939), The Ravens (1949), Carl Perkins (pianiste) (1955), Carmen McRae (1956) et Junior Mance (1959).
- "A Marshmallow World" (1949) - Une chanson de Noël enregistrée par Bing Crosby, Johnny Mathis, Dean Martin et Kim Stockwood (1999).
- "On a Little Street in Singapore" (1938) - Interprétée par Harry James et Frank Sinatra
- "Somebody Loves You" (1932) - Composition pour piano, avec des paroles ajoutées par Eddy Arnold en 1966
- "Wagon Wheels" (1934) - Utilisée dans la comédie musicale de Broadway Ziegfeld Follies en 1934, interprétée par Bing Crosby et Paul Robeson.
- "Buona Sera" - Un succès international pour Louis Prima en 1956.
- "Rain" (1934) - Interprétée par Ella Fitzgerald.
- "The Song of the Seabees" (1943) - Paroles de Sam M. Lewis[3].